# Valentí Carulla i Margenat
Valentí Carulla i Margenat (Sarrià, 5 d'agost de 1864 - Barcelona, 22 d'octubre de 1923) fou un metge i farmacèutic català i rector de la Universitat de Barcelona. El 1919 li fou concedit el marquesat de Carulla.

## Biografia
Fou fill de Claudi Carulla i Herp i de Josefa Margenat i Bonaplata. El 1881 es llicencià en farmàcia i començà a estudiar medicina, en què es va doctorar a la Universitat de Madrid el 1895 amb la tesi El azul de metileno en Medicina. Individualidad clínica del mismo. El 1904 va guanyar per oposició la càtedra de terapèutica a la Universitat de Sevilla i poc després a la Universitat de Barcelona. El 1909 va dirigir la revista Therapia i creà els Anales de la Real Academia de Medicina y Cirugía de Barcelona. També fou un dels primers directors de l'Hospital Clínic de Barcelona, on presidí la Junta Administrativa durant 17 anys.
De 1913 a 1923 fou rector de la Universitat de Barcelona. Des del seu càrrec impulsà el desenvolupament de l'ensenyament primari i la creació d'escoles, per la qual cosa el rei Alfons XIII li va concedir el títol de marquès de Carulla el 1919. Entre d'altres, el 20 de gener de 1920, dia de la festa major, inaugurà l'edifici de les escoles públiques a Constantí, Tarragona.
Al llarg del seu rectorat es van editar algunes obres sobre la història de la institució, especialment les del director de la biblioteca i de l'arxiu Manuel Rubio y Borrás: El Archivo Universitario de Barcelona : su origen y legislación (1913), Motines y algaradas de estudiantes en las Universidades de Barcelona y Cervera y curiosas noticias acerca de la vida escolar (1914), Historia de la Real y Pontificia Universidad de Cervera (1915-1916) i Aperturas de curso en la Universidad de Barcelona desde 1536 a 1919 : reseña histórica y bibliográfica(1919).
Des de 1915 fins a la seva mort el 1923 també fou president de la Reial Acadèmia de Medicina de Catalunya, en la qual va ingressar el 1901. Es va casar amb la seva cosina Pilar Carulla i Cuyàs, filla d'Adolf Carulla i Herp i de Josefa Cuyàs i Negrevernis. Fou oncle del també metge Vicenç Carulla i Riera i avi del també metge Valentí Fuster Carulla.
Té una escultura al vestíbul de l'Hospital Clínic de Barcelona.

## Publicacions
- Carulla Margenat, Valentín. Apuntes de terapéutica : curso 1913-14. Barcelona : Libr. médica de Juan Bautista Aragonés, [1914 o post.]. Disponible a: Catàleg de les biblioteques de la UB
- Carulla Margenat, Valentín. Apuntes de terapéutica / tomados de las explicaciones dadas por el catedrático Valentín Carulla ; por los alumnos J. Vanrell, Jesús Pérez. Barcelona : Libr. médica de Juan Bautista Aragonés, 1918. Disponible a:Catàleg de les biblioteques de la UB
- Carulla Margenat, Valentín.  El Azul de metileno en medicina : individualidad clínica del mismo . Barcelona : Tip. Española, 1895. Disponible a:Catàleg de les biblioteques de la UB
- Carulla Margenat, Valentín. Consideraciones sobre el arte de formular : discurso leído en la Real Academia de Medicina y Cirujía de Barcelona por el Dr. D. Valentín Carulla Margenat en el acto de su ingreso en la misma : discurso de contestación del Doctor Don Juan Giné y Partagas : 11 de enero de 1901. Barcelona : Tip. Domingo Casanovas, 1901. Disponible a: Catàleg de les biblioteques de la UB
- Reial Acadèmia de Medicina de Barcelona. Acta de la sesión conmemorativa del tercer cincuentenario de la Real Academia de Medicina, celebrada el día 29 de diciembre de 1920. Barcelona : Impr. de Joaquín Horta, 1921, Disponible a:Catàleg de les biblioteques de la UB
- Oliver i Rodés, Benet. Aplicaciones de la crioscopia en las investigaciones físico-químicas : discurso leído en la Real Academia de Medicina y Cirugía de Barcelona, en el acto de su recepción, por el académico electo Dr. D. Benito Oliver y Rodés y discurso de contestación del académico numerario Dr. D. Valentín Carulla y Margenat : noviembre de 1908. Barcelona : Impr. de Francisco Badía, 1908 Catàleg de les biblioteques de la UB]
- Pi i Sunyer, Jaume. Apuntes de patología general : curso de 1896 á 97 / taquigrafiados de las explicaciones de los doctores Pi i Sunyer, y Carulla por W. Coroleu, P. Soler y J. M. Blanc. Barcelona : Tip. de la Casa Provincial de Caridad, 1897. Disponible a:Catàleg de les biblioteques de la UB
- Roig i Raventós, Josep. Barcelona, ciudad cardiorrenal : discurso de recepción en la Real Academia de Medicina y Cirugía de Barcelona leído por el académico electo Dr. D. José Roig y Raventós el día 24 de abril de 1921 : discurso de contestación del Dr. D. Valentín Carulla, catedrático de Terapéutica. Barcelona : Impr. de Joaquín Horta, 1921. Disponible a:Catàleg de les biblioteques de la UB
- Cardenal Navarro, Felipe. El Criterio actual sobre las aguas minero-medicinales y algunas consideraciones higiénicas que del mismo se desprenden : discurso de recepción en la Real Academia de Medicina y Cirugía de Barcelona (4 de junio de 1916) / por Felipe Cardenal Navarro ; discurso de contestación de Valentín Carulla Margenat. Barcelona : Impr. de Joaquín Horta, 1916. Disponible a:Catàleg de les biblioteques de la UB
- Comas i Llaberia, César. De Higiene Röntgen : discurso de recepción en la Real Academia de Medicina y Cirugía de Barcelona leído por el académico electo Dr. D. César Comas y Llabería : discurso de contestación del Excmo. Sr. Dr. D. Valentín Carulla y Margenat, presidente de esta Real Academia. Barcelona : Impr. de Joaquín Horta, 1918. Disponible a:Catàleg de les biblioteques de la UB
- Cirera i Salse, Lluís. Discurso leído en la Real Academia de Medicina y Cirugía de Barcelona por el Dr. D. Luis Cirera Salse en el acto de su recepeción, el día 2 de marzo de 1913 : discurso de contestación del Dr. D. Valentín Carulla Margenat, académico numerario. Barcelona : Impr. de Joaquín Horta, 1913. Disponible a:Catàleg de les biblioteques de la UB
- Peyrí, Jaime.  Discurso que para su recepción presenta el Dr. D. Jaime Peyrí Rocamora : 28 de junio 1914 : discurso de contestación del Dr. D. Valentín Carulla Margenat, académico numerario . Barcelona : Impr. de Josaquín Horta, 1914. Disponible a : Catàleg de les biblioteques de la UB
- Proubasta, Felip. Higiene del parto / discurso leído en el acto de recepción del académico electo Felipe Proubasta ; discurso de contestación del académico de número Valentín Carulla y Margenat. Barcelona : Imprenta de F. Badia Canteñs, 1911. Disponible a:Catàleg de les biblioteques de la UB
- Coroleu, Wifredo. La Locura en la historia de la humanidad : discurso de recepción en la Real Academia de Medicina y Cirugía de Barcelona por el académico electo Dr. Wifredo Coroleu y Borrás : discurso de contestación del Dr. Valentín Carulla Margenat, académico numerario. Barcelona : Impr. de Antonio Gost, 1916. Disponible a: Catàleg de les biblioteques de la UB